# Neville Andre-Itope
Neville Andre-Itope (* 1979 oder 1980 in Walvis Bay, Südwestafrika) ist ein namibischer Politiker und Gouverneur der Region Erongo.
Andre beendete seine Schule in Walvis Bay, ehe es ihn in die Hauptstadt Windhoek zog. Dort studierte er an der Universität von Namibia Politikwissenschaft und Geschichte und errang den Abschluss Bachelor of Arts. Weitere Studien absolvierte Andre an der Harvard University in den Vereinigten Staaten und an der Universität Stellenbosch in Südafrika.
Andre war bereits in jungen Jahren politisch aktiv und schloss sich der Jugendliga der SWAPO an. 12 Jahre lang war er als Kabinettssekretär tätig. Andre wurde am 7. April 2020 als Gouverneur von Staatspräsident Hage Geingob eingesetzt.
Er erhielt Mitte 2024 die Auszeichnung Best African Governor Award bei den African Business Leadership Awards.
Andre ist verheiratet und Vater von zwei Kindern. Er hat zahlreiche Bodybuilding-Wettbewerbe gewonnen.